# عصمت رأفت
عصمت رأفت (26 نوفمبر 1927- 18 فبراير 1991)، ممثلة وإذاعية مصرية ولدت في مدينة مونبلييه الفرنسية لأم فرنسية وأب مصري كان يعمل دبلوماسياً. تمكنت من إجادة اللغة الفرنسية إلى جانب العربية، ودرست في المعهد الوطني العالي للفنون الدرامية بباريس، مما أتاح لها فرصة العمل كمعدة ومذيعة في البرنامج الأوروبي (الفرنسي) من الإذاعة المصرية، وكذلك العمل كمترجمة فورية في العديد من المؤتمرات الدولية داخل مصر وخارجها، وأيضاً ترجمة عدد من الأعمال المسرحية إلى اللغة الفرنسية، وإخراجها لصالح البرنامج الأوروبي من الإذاعة المصرية.

## الحياة العملية
بمجرد عودتها إلى مصر في عام 1954، اقتحمت ميدان التمثيل من باب الهواية، لأنها كانت تعلم مسبقًا أن حظها في التألق والشهرة والنجومية وأدوار البطولة ضئيل بسبب افتقادها إلى الجمال. كانت بداية مشوارها الفني الإنضمام إلى الفرقة القومية، ثم الانتقال إلى فرقة إسماعيل يس حتى عام 1959، دخلت مجال التمثيل السينمائي أيضا ونفس الفترة حيث كان أول أفلامها هو فيلم «قصة حبي» 1955 إخراج بركات وبطولة فريد الأطرش وإيمان، وفي نفس العام شاركت في فيلم «مدرسة البنات» إخراج كامل التلمساني وتمثيل نعيمة عاكف وكمال الشناوي.
توالت أعمالها مع فترات انقطاع بسبب انشغالها بالترجمة، والوظيفة الإعلامية، فشاركت في سنة 1956 في مسرحية «أنا عايزه مليونير» إخراج نور الدمرداش في دور «إيفون» مع إسماعيل يس، وفي عام 1970 قدمت فيلم «باحبك يا حلوة» إخراج عبد المنعم شكري مع حسن يوسف وناهد شريف، وتوالت الأعمال وكان آخر أعمالها السينمائية هو فيلم المجنونة عام  1985 إخراج عمر عبد العزيز وتمثيل محمود عبد العزيز وإسعاد يونس، حيث قامت بدور «مدام جيلان» التي تسهل للمذيع التلفزيوني المشهور سيف الحديدي (محمود عبد العزيز) لقاءات مع بعض الوفود الاجنبية لصالح برنامجه التلفزيوني.

## أفلامها الغربية
شاركت عصمت رأفت في الفيلم الإنجليزي الوثائقي المثير للجدل «موت أميرة» في عام 1980 والذي يروي حادثة مقتل أميرة سعودية وما أشيع عن هذه الحادثة، وشاركت في الفيلم الأمريكي «أبول الهول» عام 1981، وهو فيلم مغامرات عن عالمة المصريات الأمريكية إيريكا بارون التي تجد نفسها في رحلة محفوفة بالمخاطر.

## أعمال عصمت رأفت الدرامية
1955: «مدرسة البنات» للمخرج كامل التلمساني.
1955: «قصة حبي» للمخرج هنري بركات. قامت بدور «ندى».
1969: «ميرامار» للمخرج كمال الشيخ. قامت بدور «ماريانا».
1970: «بحبك يا حلوة» للمخرج عبد المنعم شكري. قامت بدور والدة سوسن (حنان يوسف).
1971: «أختي» قامت بدور شقيقة الخواجة كرياكو اليوناني.
1980: «موت أميرة» للمخرج أنتوني توماس.
1980: «الأشجار تموت واقفة» للمخرج مصطفى محرم.
1981: «دندش» للمخرج يحيى العلمي. قامت بدور «كاتينا».
1981: «أبو الهول» للمخرج الأمريكي فرانكلين جيه. شافنير.
1982: «حدوتة مصرية» للمخرج يوسف شاهين.
1985: «المجنونة» للمخرج عمر عبد العزيز. قامت بدور «جيلان».
بالإضافة لمسلسل إذاعي واحد للمخرج سمير عبد العظيم «دندش».
قامت بالاشتراك في مسرحيتين: «أنا عايزة مليونير» عام 1956، وقامت بدور «إيفون».
مسرحية «سيدتي الجميلة» عام 1969، وقامت بدور «شجر الدر».
مسلسل تلفزيوني عام 1990 «زغلول يلمظ شقوب».

## وفاتها
رحلت عصمت رأفت عن عمر يناهز 64 عاماً في 18 فبراير 1991.

## تكريم عصمت رأفت
أقيمت بمسرح على فهمى بالمعهد العالى للفنون المسرحية بأكاديمية الفنون في 23 نوفمبر 2018 احتفالية «لمسة وفاء» وذلك لتخليد ذكرى رواد الفن المصرى الذين أثروا الحياة بأعمالهم الفنية المتميزة على مر العصور، وأعلن الدكتور أشرف زكى رئيس الأكاديمية أن هذه هي المرة الثانية التي تقوم أكاديمية الفنون بهذه الاحتفالية الخاصة بلمسة وفاء، وقام بتسليم شهادات التكريم الخاصة بعدد 28 من الفنانيين المصريين بدءاً بفنان الشعب سيد درويش منتهياً بالممثل خالد صالح، وكانت أسم الفنانة عصمت رأفت هو الأسم رقم 27 وتسلم شهادة تكريمها ليد نجلتها مايا عفيفي.  

## وصلات خارجية
https://elcinema.com/person/1104780/ عصمت رأفت (ممثلة)
https://dhliz.com/artist/dk4E3pYLyyA/ عصمت رأفت (ممثلة)
https://www.imdb.com/name/nm1516036/?ref_=fn_nm_nm_1 عصمت رأفت (ممثلة)
https://karohat.com/Person/5ff54782-b89a-49ce-bb3e-710f54369dd9 عصمت رأفت (ممثلة)
http://www.ayamina.com/viewtopic.php?f=256&t=2397&start=200 عصمت رأفت (ممثلة)
https://lite.almasryalyoum.com/lists/121834/ عصمت رأفت (ممثلة)